# امریسیم
اَمریسیوم (به انگلیسی: Americium) از عنصرهای شیمیایی جدول تناوبی با نماد شیمیایی Am و عدد اتمی ۹۵ است. نام آن از نام ایالات متحده آمریکا که در آن کشف شده‌است برداشته شده‌است. این فلز رنگی نقره ای دارد و به آهستگی در هوای گرم و خشک اکسید شده و جلای خود را از دست می‌دهد. این عنصر پرتوزا بوده و از خود تشعشعات گاما و آلفا ساطع می‌کند.

## کشف
این عنصر نخستین بار تیمی از دانشمندان دانشگاه کالیفرنیا از جمله گلن سیبورگ در سال ۱۹۴۴ میلادی کشف گردید.
خواص فیزیکی و شیمیایی عنصر آمریسیم:
- عدد اتمی: ۹۵
- جرم اتمی: ۲۳۹٫۰۵۲۲
- نقطه ذوب: C°۱۱۷۶
- نقطه جوش: C°۲۶۰۷
- شعاع فلزی: pm۱۷۳
- ظرفیت: ۳و۴و۵و۶
- رنگ: سفید نقره ای
- حالت استاندارد: جامد رادیو اکتیو
- نام گروه: اکتنید

## کاربرد
از ایزوتوپ امریسیم-۲۴۱ به عنوان یکی از اجزا حسگر دود در سیستم ایمنی اطفا حریق استفاده می‌شود.